# Cortodera kokpektensis
Cortodera kokpektensis (лат.) — вид жуков-усачей из подсемейства усачиков. Распространён в северо-восточном Казахстане. Видовое научное название дано в честь местности, в которой впервые данный вид был обнаружен, — село Кокпекты (Кокпектинский район).
Длина тела взрослых насекомых 8,5 мм. Голова и грудь чёрные. Брюшко черновато-коричневое. Усики, надкрылья и ноги тёмно-коричневые.